# MTV Films
MTV Films – amerykańska wytwórnia filmowa założona w 1996. Firma odpowiedzialna jest za tworzenie programów, filmów i seriali emitowanych w stacjach MTV. W całości jest własnością Paramount Pictures, z kolei częścią ViacomCBS.

## Produkcje MTV Films
1. Joe’s Apartment (1996)
2. Beavis and Butt-Head Do America (1996)
3. Dead Man on Campus (1998)
4. Varsity Blues (1999)
5. 200 Cigarettes (1999)
6. Election (1999)
7. The Wood (1999)
8. Zoe Loses It (2000)
9. 2ge+her (2000) (TV)
10. The Original Kings of Comedy (2000) TV-14-DL
11. Journey of Dr. Dre (2000) (TV)
12. Save the Last Dance (2001)
13. Carmen: A Hip Hopera (2001) (TV)
14. Pootie Tang (2001)
15. Kwaśne pomarańcze (2002)
16. Better Luck Tomorrow (2002)
17. Crossroads (2002)
18. Martin Lawrence Live: Runteldat (2002)
19. Jackass: Świry w akcji (2002) TV-MA-LSV
20. Everybody’s Doing It (2002) (TV)
21. Battlegrounds: Ball or Fall (2003) (TV)
22. Wuthering Heights (2003) (TV)
23. Wojna pokus (2003)
24. Tupac: Zmartwychwstanie (2003)
25. The Perfect Score (2004) TV-14
26. Napoleon Wybuchowiec (2004)
27. Pod prąd (2005)
28. The Dorm (2005)
29. Coach Carter (2005) TV-14-DLV
30. Murderball (2005)
31. Wykiwać klawisza (2005)
32. Get Rich or Die Tryin’ (2005)
33. Æon Flux (2005)
34. All You’ve Got (2006)
35. Broken Bridges (2006)
36. Jackass: Numer dwa (2006)
37. Street Soldier (2007)
38. Born to Rock (2007)
39. Wolność słowa (2007)
40. Ostrza chwały (2007)
41. Taniec ostatniej szansy (2008)
42. Stan spoczynku (2008)